# 陳學霖
陳學霖（1938年—2011年6月1日），知名美籍華裔歷史學家、漢學家，專攻宋朝、金朝、元朝和明朝歷史。

## 生平
早年畢業於香港大學並且取得碩士學位，後來在普林斯頓大學攻讀博士學位。畢業後曾經擔任奧克蘭大學歷史系高級講師、華盛頓大學歷史系教授、國立臺灣大學歷史系教授和香港中文大學歷史系系主任等。
2011年6月1日於美國西雅圖逝世。